# Wyartite
La wyartite è un minerale.